# Оверкіль

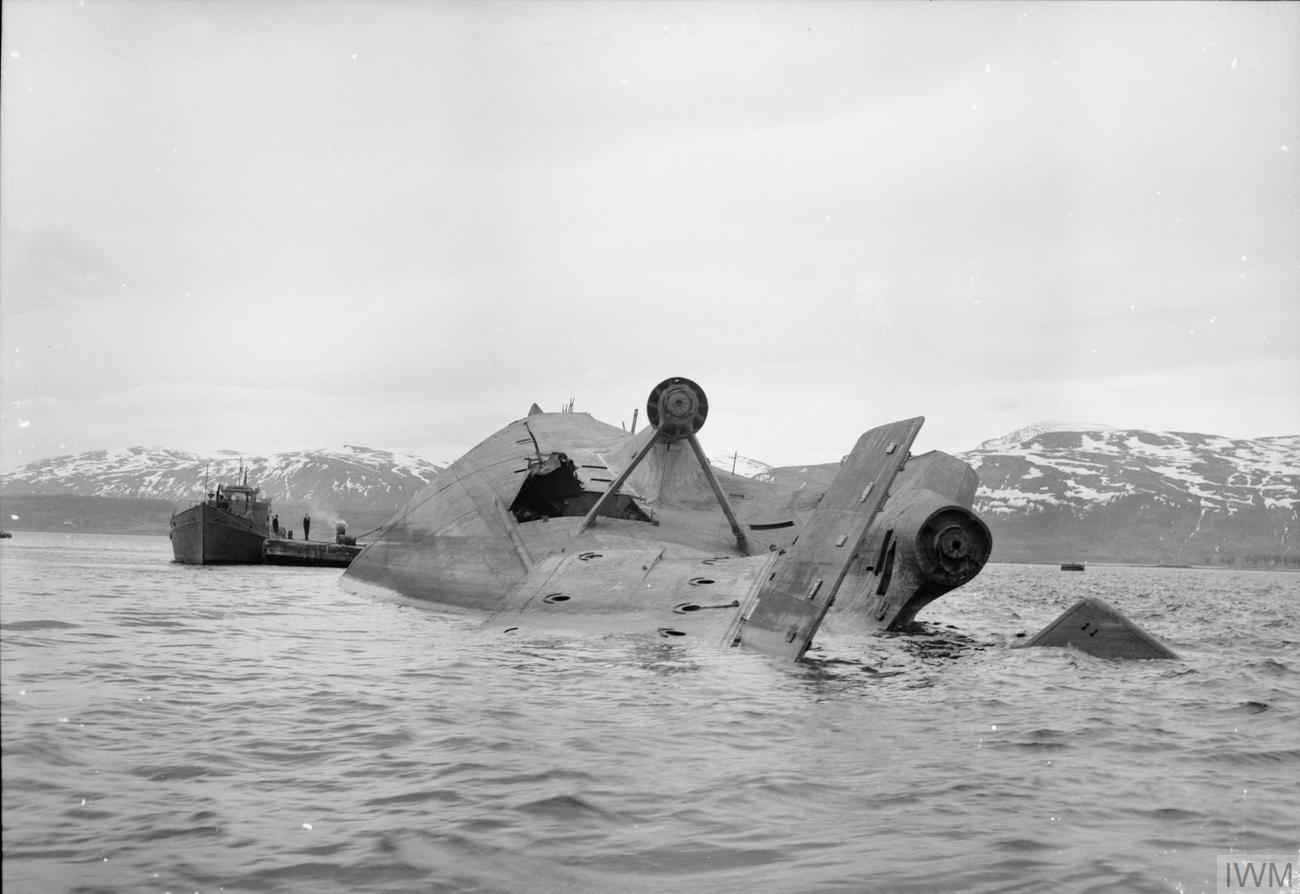
Оверкіль лінкора «Тірпіц», Тромсе, 1944-45 рр.

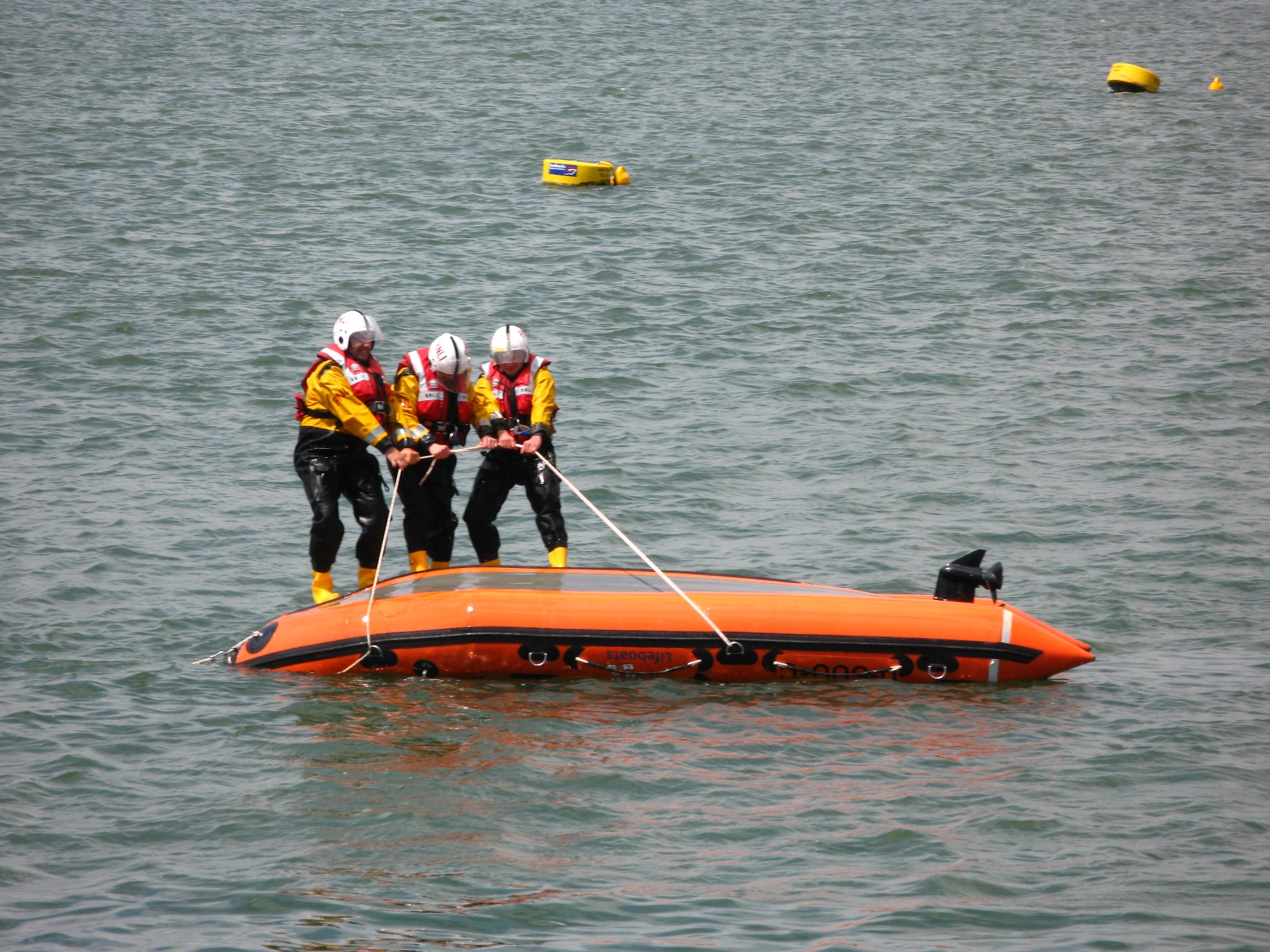
Тренування з повернення надувного човна в нормальне положення силами екіпажу.

Оверкіль (нід. overkiel) — переворот судна догори кілем (днищем). Основною причиною оверкіля є недостатня поперечна або поздовжня остійність судна. Брак остійності може бути пов'язаним з конструкцією судна, але може також виникнути в результаті заливання водою внутрішнього об'єму (через люки, кокпіт, пробоїну), а також при неправильно виконаному технічному прийомі судноводіння. У моряків існує жартівливий вираз «поворот оверкіль» (за аналогією з оверштагом).
Невеликі судна можуть бути поставлені на рівний кіль силами своїх екіпажів на плаву, що дуже важливо далеко від берегів. Байдарки, що мають фартухи з «спідницями» та упори для ніг веслярів, також можна повернути на рівний кіль на плаву, напр. використовуючи так званий «ескімоський переворот»: веслярі перевернутої байдарки, залишаючись на місцях, разом роблять різкий гребок веслом під себе вглиб і, спираючись веслом об воду, прагнуть ривком прийняти вертикальне положення. Але шлюпки, байдарки без фартухів і плоти практично неможливо повернути на рівний кіль з води, і екіпаж мусить або вплав буксирувати перевернуте судно до берега, або забравшись на судно або тримаючись за нього, чекати допомоги.
Деякі судна здатні завдяки особливостям конструкції до самостійного повернення в нормальне положення з оверкіля. Кута перекиданості таких суден не існує, і в разі випадкових відхилень від нижнього положення кіля останній повертається на місце (аналогічно іграшці «іванець-киванець»). Це досягається трьома методами: ретельним розподілом нерухомої ваги і плавучості, застосування надувних мішків або рухомого баласту. Судно повинне зберігати додатну плавучість при заливанні палуби водою.